# Ezio Leoni
Ezio Leoni, noto anche con lo pseudonimo di Len Mercer (Milano, 17 luglio 1927 – Capriate San Gervasio, 22 febbraio 2015), è stato un compositore, arrangiatore e produttore discografico italiano.

## Carriera
I contributi di Ezio Leoni vanno dagli albori del rock in Italia e raggiungono alcuni tra i più noti artisti europei e americani degli anni sessanta, poiché, come Direttore Artistico Ri-Fi, consente l'accesso al mercato italiano per molti di loro. Nell'ultima parte della sua vita si dedica alla difesa dei diritti degli autori, ricoprendo vari ruoli di rilievo entro la Società Italiana degli Autori ed Editori (SIAE) e la UNCLA (Unione Nazionale Compositori, Autori, Editori), della quale verrà anche eletto Presidente Onorario nel 2011.
Come autore, Ezio Leoni compone musica per pezzi fondamentali del canzoniere italiano, come 24.000 baci, Il tuo bacio è come un rock e Si è spento il sole. A lui va anche accreditata la scoperta e il lancio delle carriere musicali di cantanti come Adriano Celentano, Fausto Leali e Tony Dallara; collabora a lungo con altri importanti artisti come Luigi Tenco, Iva Zanicchi e Fausto Papetti. Come Direttore Artisti & Repertorio vince il Festival di Sanremo cinque volte: tre con Iva Zanicchi (Non Pensare a Me, 1967; Zingara, 1969; Ciao Amore, Come Stai?, 1974), con gli Homo Sapiens (Bella da morire, 1977) e con Mino Vergnaghi (Amare, 1979).
Le collaborazioni di Leoni nel campo della musica internazionale cominciano alla fine degli anni cinquanta con Chet Baker, quando, sotto lo pseudonimo Len Mercer, dirige orchestra, arrangiamento e produzione di due album tra il 1957 e il 1959 (spesso riferiti come The Milano Sessions).
Durante gli anni sessanta, nel ruolo di Direttore Artisti & Repertorio della Ri-Fi, contribuisce ad assicurare l'esclusività per la casa discografica milanese dei diritti di distribuzione in Italia della Motown Records e della Atlantic Records, lavorando direttamente con Berry Gordy (storico fondatore della Motown) e Ahmet Ertegün (cofondatore dell'Atlantic), con il quale sviluppa un'amicizia personale. Questi accordi di distribuzione apriranno il mercato italiano ad artisti come Otis Redding, James Brown, The Jackson 5, Marvin Gaye, Diana Ross, Stevie Wonder, Aretha Franklin, Led Zeppelin e Wilson Pickett, il quale, nel 1968, raggiungerà Fausto Leali al Festival di Sanremo per la canzone Deborah. Leoni fa inoltre registrare le versioni in lingua italiana delle canzoni di maggiore successo di artisti internazionali come Ben E. King, Petula Clark, Tom Jones, Pat Boone, Françoise Hardy, Charles Aznavour e The Sweet Inspirations, gruppo di backup vocale per Elvis Presley.

## Biografia
Diplomatosi in chimica, abbandona presto questa vocazione per dedicarsi alla musica, e a metà degli anni '50 forma il complesso I Menestrelli del Jazz, insieme a Pupo De Luca alla batteria, Ernesto Villa al contrabbasso, Fausto Papetti al sax e Giampiero Boneschi (in seguito sostituito da Gianfranco Intra) al pianoforte, in cui Leoni suona la fisarmonica e l'accordion.
Il complesso effettua molti spettacoli, e viene messo sotto contratto dalla Music di Walter Guertler, per cui incide sia alcuni 78 giri che 33 giri, anche con la denominazione tradotta in inglese The Minstrels Of Jazz.
Proprio grazie a questa esperienza Leoni, dopo approfonditi studi musicali in composizione e direzione d'orchestra (che lo allontanano dalla fisarmonica), inizia a lavorare come arrangiatore e direttore per le etichette di Guertler, la Music, la Jolly, la Celson e la Joker, a volte firmandosi con lo pseudonimo Len Mercer. Nel 1959 scrisse le musiche originali del film Juke box - Urli d'amore.  È stato uno dei primi arrangiatori delle canzoni dello Zecchino d'Oro tra il 1967 e il 1971.
Proprio alla Music ed alla Jolly ha l'occasione di collaborare come arrangiatore con il giovanissimo Adriano Celentano, per il quale scrive anche la musica di canzoni celebri come Blue jeans rock e Si è spento il sole. È in questo periodo che lavora con Chet Baker, Buddy Collette ed altri celebri jazzisti americani.
Successivamente produce Iva Zanicchi, Franco Simone, Fausto Papetti, Enrico Intra, Pino D'Angiò, Cristiano Malgioglio, Franco Simone tra molti altri, ed appare numerose volte come direttore d'orchestra al Festival di Sanremo. Durante gli ultimi anni della sua attività, è stato occupato come dirigente alla SIAE. 
È morto di complicazioni polmonari all'età di 87 anni, lasciando la moglie (ex-membro del gruppo musicale anni '60 Le Amiche), due figli, e due nipoti.

## Canzoni scritte da Ezio Leoni
| Anno | Titolo                                          | Autori del testo                  | Autori della musica            | Interpreti                        |
| ---- | ----------------------------------------------- | --------------------------------- | ------------------------------ | --------------------------------- |
| 1959 | Teddy girl                                      | Luciano Beretta                   | Ezio Leoni                     | Adriano Celentano e I Due Corsari |
| 1959 | Desidero te                                     | Luciano Beretta                   | Ezio Leoni                     | Adriano Celentano                 |
| 1959 | Pronto pronto                                   | Luciano Beretta                   | Ezio Leoni                     | Adriano Celentano                 |
| 1959 | Il tuo bacio è come un Rock                     | Piero Vivarelli e Lucio Fulci     | Ezio Leoni                     | Adriano Celentano                 |
| 1960 | Blue jeans rock                                 | Piero Vivarelli e Lucio Fulci     | Ezio Leoni                     | Adriano Celentano                 |
| 1961 | 24 mila baci                                    | Piero Vivarelli e Lucio Fulci     | Ezio Leoni e Adriano Celentano | Adriano Celentano                 |
| 1961 | Non esiste l'amor                               | Luciano Beretta e Piero Vivarelli | Ezio Leoni                     | Adriano Celentano                 |
| 1961 | Aulì ulè                                        | Luciano Beretta                   | Ezio Leoni                     | Adriano Celentano                 |
| 1962 | Si è spento il sole                             | Luciano Beretta e Miki Del Prete  | Ezio Leoni e Adriano Celentano | Adriano Celentano                 |
| 1963 | Non andare col tamburo                          | Vito Pallavicini                  | Ezio Leoni                     | Remo Germani                      |
| 1964 | Come potrei dimenticarti                        | Vito Pallavicini                  | Ezio Leoni                     | Tony Dallara e Ben E. King        |
| 1964 | Quando siamo in compagnia                       | Vito Pallavicini e Tony Dallara   | Ezio Leoni                     | Tony Dallara                      |
| 1964 | Ritorna amore                                   | Vito Pallavicini                  | Ezio Leoni                     | Fausto Mola                       |
| 1964 | Non piangere per me                             | Vito Pallavicini                  | Ezio Leoni                     | Remo Germani                      |
| 1965 | Divertiamoci                                    | Vito Pallavicini                  | Ezio Leoni                     | Le Amiche                         |
| 1965 | Invece no                                       | Vito Pallavicini                  | Ezio Leoni                     | Betty Curtis e Petula Clark       |
| 1966 | Così come viene                                 | Vito Pallavicini                  | Ezio Leoni                     | Remo Germani e Les Surfs          |
| 1970 | Vola vola in alto amore mio (Tutto Lp 12 brani) | Anna Arazzini                     | Ezio Leoni                     | Anna Arazzini                     |
| 1970 | Aria di settembre                               | Anna Arazzini                     | Ezio Leoni                     | Iva Zanicchi                      |
| 1971 | Sciogli i cavalli al vento                      | Sandro Tuminelli                  | Ezio Leoni                     | Iva Zanicchi                      |
| 1971 | La terra promessa                               | Sandro Tuminelli                  | Ezio Leoni                     | Iva Zanicchi                      |
| 1971 | Dormi amore, dormi                              | Sandro Tuminelli                  | Ezio Leoni                     | Iva Zanicchi                      |
| 1971 | Se ne va la luna                                | Sandro Tuminelli                  | Ezio Leoni                     | Iva Zanicchi                      |
| 1971 | Non scordarti di me                             | Sandro Tuminelli                  | Ezio Leoni                     | Iva Zanicchi                      |
| 1971 | Le mani bianche                                 | Sandro Tuminelli                  | Ezio Leoni                     | Iva Zanicchi                      |
| 1971 | Addio dolce amico                               | Roberto Arnaldi                   | Ezio Leoni                     | Iva Zanicchi                      |
| 1971 | L'ultimo fuoco                                  | Sandro Tuminelli                  | Ezio Leoni                     | Iva Zanicchi                      |
| 1972 | La mia sera                                     | Paolo Limiti                      | Ezio Leoni                     | Iva Zanicchi                      |
| 1972 | Ultima notte d'estate                           | Sandro Tuminelli                  | Ezio Leoni                     | Giulio Di Dio                     |
| 1978 | Tu..playboy                                     | Cristiano Malgioglio              | Ezio Leoni                     | Iva Zanicchi                      |

## Arrangiamenti
- 1968: Unchained Melody di Iva Zanicchi

## Album prodotti
- 1970: Caro Theodorakis... Iva di Iva Zanicchi
- 1971: Caro Aznavour di Iva Zanicchi
- 1971: Shalom di Iva Zanicchi
- 1972: Fantasia di Iva Zanicchi
- 1972: Dall'amore in poi di Iva Zanicchi
- 1973: Le giornate dell'amore di Iva Zanicchi
- 1978: Playboy di Iva Zanicchi
- 1978: Paesaggio di Franco Simone

## Discografia da solista

### Album in studio
- 1957 - Souvenir d'Italie (Music, LPM 1000; come Len Mercer and His Strings)
- 1958 - Dancing in the Dark (Music, LPM 1002; come Len Mercer and His Strings)
- 1967 - Music Sweet Music (Det, SDG 1001; come Len Mercer and his Magic Strings)
- 1967 - Love and Romance (Det, SDG 1006; come Len Mercer and his Magic Strings)
- 1971 - Le canzoni del Mediterraneo - La musica di Theodorakis (Ri-Fi, RFL ST 14058; con Enrico Intra)
- 1972 - Discoteca Numero Uno (Ri-Fi, RDZ ST 14217; con Enrico Intra)

### Raccolte
- 1972 - Le canzoni della Mostra Internazionale di Venezia ed altri grandi successi (Ri-Fi, RFL - ST 14068; con Canal Grande, Without You, Io vagabondo, How Do You Do e Rocket Man
- 1972 - Il Padrino e altri temi da films (Variety, REM 81024; con Exodus e Il ragazzo che sorride
- 1974 - Papillon e altri grandi temi da films (Variety, REL-ST 19175; con Exodus

### EP
- 1957 - Guerra e pace (Music, EPM 10054; come Len Mercer and His Strings)

### Singoli
- 1959 - Amore fantastico/Il grande cielo (Music, 2292x45; con Caterina Villalba)
- 1962 - Chunga cha/A mezza strada (Music, 2348x45; con Caterina Villalba)
- 1962 - Ballad of the Trumpet/La novia (Vesuvius Records, 1051)
- 1969 - Isadora/The April Fools (Variety, FNP-NP 10138; come Len Mercer)
- 1972 - Canal Grande/Tema In cerca di un film (Ri-Fi, RFN NP 16500; con Enrico Intra)